# Década de 1850 nos Estados Unidos
Esta é uma cronologia da década de 1850 nos Estados Unidos.

## 1850
- 29 de janeiro: Senador Henry Clay introduz o Compromisso de 1850.[1][2][3]
- 4 de abril: Los Angeles é incorporada como uma cidade pela legislatura da Califórnia.[4]
- 15 de abril: San Francisco é incorporada como uma cidade pela primeira legislatura da Califórnia.[5]
- 1 de junho: O sétimo censo dos Estados Unidos determina que a população residente no país é 23.191.876 habitantes.[6]
- 9 de julho: Presidente Zachary Taylor morre de gastroenterite aguda em Washington, DC e é sucedido pelo seu vice Millard Fillmore como o 13º presidente dos Estados Unidos.[7][8][9]
- 2 de agosto: William A. Graham torna-se o 20° Secretário da Marinha dos Estados Unidos.[10]
- 9 de setembro: Os Territórios do Utah e do Novo México são criados pelo Congresso dos Estados Unidos.[11]
- 9 de setembro: A Califórnia torna-se o 31º estado norte-americano admitido à União e o 16° estado a abolir a escravidão.[11][12][13][14][15]
- 9 de setembro: Uma série das cinco leis chamada de Compromisso de 1850 é aprovada pelo Congresso dos Estados Unidos.[8][12][14]
- 18 de setembro: A Lei do Escravo Fugitivo de 1850 (Fugitive Slave Law of 1850) é aprovada pelo Congresso dos Estados Unidos.[12][14]
- 20 de setembro: A última parte de Compromisso de 1850, que proíbe a escravidão no Distrito de Columbia, é aprovada pelo Congresso dos Estados Unidos.[12][14][16]
- 25 de novembro: Os Estados Unidos e a Suíça assinam um tratado de amizade e comércio.[7]

## 1851
- 1 de janeiro: O tráfico de escravos no Distrito de Columbia é terminado pelos termos do Compromisso de 1850.[13]
- 3 de junho: Os jogadores do New York Knickerbockers tornam-se a primeira equipe de beisebol profissional a vestir os uniformes e jogam na partida de beisebol.[13]
- 4 de julho: A 31ª estrela, que representa o estado da Califórnia admitido à União em 9 de setembro de 1850, é adicionada à Bandeira dos Estados Unidos.[17]
- 22 de agosto: A America's Cup, a corrida de iates e o mais antigo troféu do esporte internacional, é fundada com a vitória de iate America.
- 18 de setembro: O jornal The New York Times é fundado pelo jornalista e político Henry Jarvis Raymond e ex-banqueiro George Jones.[18][19]
- 24 de dezembro: Um incêndio na Biblioteca do Congresso destrói 35 mil volumes em Washington, DC.[19]

## 1852
- 3 de fevereiro: Os fuzileiros navais americanos desembarcam em Buenos Aires, Argentina, para proteger os cidadãos americanos durante um período da revolução.[10][20]
- 20 de março: A primeira edição do livro Uncle Tom's Cabin (A cabana do Pai Tomás), da escritora Harriet Beecher Stowe, é publicada em Boston, Massachusetts.[19][21][22][23]
- 1 de junho: A Convenção do Partido Democrata em Baltimore escolhe Franklin Pierce como o candidato a presidente dos Estados Unidos.[24]
- 26 de julho: John P. Kennedy torna-se o 21° Secretário da Marinha dos Estados Unidos.[10]
- 2 de novembro: É realizada a eleição presidencial. Franklin Pierce é eleito presidente dos Estados Unidos.[7][19][22][24][25]

## 1853
- 2 de março: Presidente Millard Fillmore assina a lei, que cria o Território de Washington, separado do Território do Oregon.[19][26][27][28]
- 3 de março: Presidente Millard Fillmore assina a lei, que aumenta o salário do Vice-Presidente dos Estados Unidos de 5 mil dólares para 8 mil dólares.[29]
- 4 de março: Franklin Pierce toma posse como o 14º presidente dos Estados Unidos.[28][30][31][32]
- 7 de março: Em Washington, DC, Jefferson Davis é nomeado o Secretário de Guerra pelo presidente Franklin Pierce.[33]
- 8 de março: James C. Dobbin torna-se o 22° Secretário da Marinha dos Estados Unidos.[10]
- 30 de maio: Isaac M. Singer recebe a patente de sua invenção, a máquina de costura.
- 8 de julho: Um esquadrão armado do Exército, comandado pelo comodoro Matthew C. Perry, aporta na Baía de Edo, no Japão.[19]
- 14 de julho: A primeira exposição universal do país começa na cidade de Nova Iorque.[19]
- 30 de dezembro: Os Estados Unidos compram dos mexicanos a região de territórios atualmente situada no sul dos estados norte-americanos do Arizona e do Novo México, num acordo chamado de Compra Gadsden.[31][34][35][36]

## 1854
- 23 de janeiro: O Ato de Kansas-Nebraska é introduzido pelo Senador Stephen A. Douglas, criando os dois terrtórios.[37][38]
- 28 de fevereiro: O Partido Republicano, um dos dois maiores partidos políticos dos Estados Unidos, é fundado em Ripon, Wisconsin.[37][39][40]
- 4 de março: O Senado dos Estados Unidos aprova o Ato de Kansas-Nebraska.[41]
- 31 de março: O Tratado de Kanagawa é assinado pelo Comodoro Matthew Calbraith Perry da Marinha dos Estados Unidos e pelo representante do Japão, abrindo os portos japoneses para o comércio norte-americano e estabelecendo o consulado norte-americano no Japão.[7][31][34][42][43][44][45]
- 22 de maio: O Congresso dos Estados Unidos aprova o Ato de Kansas-Nebraska.[46]
- 30 de maio: Presidente Franklin Pierce assina o Ato de Kansas-Nebraska, que cria os territórios separados do Kansas e de Nebraska e permite a escravidão nos próprios territórios.[32][34][40][41][46][47][48]
- 6 de julho: A primeira convenção do Partido Republicano é realizada em Jackson, Michigan.[49]

## 1855
- 17 de fevereiro: O Congresso dos Estados Unidos autoriza a construção da linha telegráfica do Rio Mississippi para o Oceano Pacífico.[50]
- 22 de fevereiro: A Universidade Estadual da Pensilvânia é fundada.[51]
- 30 de março: As primeiras eleições territoriais são realizadas no Território do Kansas e vencidas por um partido político abolicionista, o Partido do Estado Livre (Free State Party).[32][34][52]
- 28 de abril: A legislatura de Massachusetts proíbe a segregação racial nas escolas públicas estaduais.[34][52]
- 22 de junho: O Tratado de Kanagawa é oficialmente proclamado.[44][53]
- 15 de dezembro: O Kansas ratifica sua constituição de estado, que proíbe a escravidão.[54][55][56]

## 1856
- 15 de maio: Os Estados Unidos reconhecem o governo de Patricio Rivas da Nicarágua.[57]
- 24 de maio: Um grupo de abolicionistas, liderado por John Brown, mata cinco pró-escravistas em Pottawatomie, Kansas.[58]
- 28 de maio: Os Estados Unidos declaram oficialmente neutros na Guerra da Crimeia.[56]
- 17 de junho: A Primeira Convenção do Partido Republicano reúne-se em Filadélfia, nomeado John Charles Frémont como o candidato a presidente dos Estados Unidos.[59]
- 17 de julho: Um acidente ferroviário mata 66 crianças em Filadélfia, Pensilvânia.[60]
- 18 de agosto: O Guano Islands Act é aprovado pelo Congresso dos Estados Unidos, permitido cidadãos norte-americanos a tomar posse de ilhas contendo depósitos de guano.[34]
- 4 de novembro: É realizada a eleição presidencial. James Buchanan é eleito presidente dos Estados Unidos, recebendo 174 votos eleitorais.[7][61][62][63][34][64][65][66]
- 13 de dezembro: Os Estados Unidos e a Pérsia assinam um tratado de comércio.[64]

## 1857
- 4 de março: James Buchanan toma posse como o 15º presidente dos Estados Unidos.[65][66]
- 6 de março: Lewis Cass é nomeado Secretário de Estado dos Estados Unidos.[67]
- 8 de março: Na cidade de Nova Iorque, 129 operárias, que fazem uma grande greve para reivindicarem a redução da jornada de trabalho e o direito à licença-maternidade, morrem queimadas pela força policial, numa fábrica de tecidos Cotton.[68][69]
- 10 de março: O Senado dos Estados Unidos ratifica um tratado de comércio com a Pérsia (atual Irã).[64]
- 1 de maio: O aventureiro norte-americano William Walker se rende ao Comandante Charles Henry Davis da Marinha dos Estados Unidos.[62][70]
- 23 de março: O primeiro elevador é instalado pelo inventor Elisha Graves Otis, em Broadway, na cidade de Nova Iorque.
- 17 de junho: O acordo comercial é assinado entre os Estados Unidos e o Japão.[63][70]
- 11 de setembro: Um grupo dos emigrantes é atacado pelos nativos indígenas em Mountain Meadows, Utah, no chamado Massacre de Mountain Meadows.[71]

## 1858
- 4 de maio: Presidente James Buchanan assina a lei britânica, que admite o Kansas como o novo estado norte-americano.[72]
- 11 de maio: O Minnesota torna-se o 32º estado norte-americano admitido à União e o 17° estado a abolir a escravidão.[72][73][74]
- 18 de junho: O ministro norte-americano William B. Reed assina o Tratado de Tientsin com a China.[63][75]
- 4 de julho: A 32ª estrela, que representa o estado do Minnesota admitido à União em 11 de maio de 1858, é adicionada à Bandeira dos Estados Unidos.
- 29 de julho: O Tratado de Amizade e Comércio entre os Estados Unidos e o Japão (U.S.-Japan Treaty of Amity and Commerce) é assinado ao bordo do navio de guerra USS Powhatan.[63][72][76]
- 21 de agosto a 15 de outubro: Uma série de debates entre os políticos Stephen Douglas e Abraham Lincoln acontece no Illinois.
- 24 de setembro: Coronel George Wright conclui um tratado com representantes tribal, terminado a Guerra de Yakima no Território do Oregon.[77]
- 8 de novembro: Os Estados Unidos assinam o tratado comercial com a China.[63][78]

## 1859
- 4 de fevereiro: O Tratado de Amizade, Comércio e Navegação é assinado entre os Estados Unidos e o Paraguai, em Assunção.[79][80]
- 14 de fevereiro: O Oregon torna-se o 33º estado norte-americano admitido à União.[81][82][83][84]
- 7 de abril: Os Estados Unidos reconhecem o governo constituicional do presidente mexicano Benito Juárez.[63][78]
- 4 de julho: A 33ª estrela, que representa o estado do Oregon admitido à União em 14 de fevereiro de 1859, é adicionada à Bandeira dos Estados Unidos.
- 5 de julho: O Atol Midway é descoberto pelo Capitão N.C. Middlebrooks a bordo do baleeiro Gambia.[85][86]
- 13 de julho: Marechal da cidade norte-americano Robert Shears é atingido no braço pelo líder das forças paramilitares mexicanas, Juan Cortina, em Brownville, Texas, iniciando a Primeira Guerra de Cortina (Cortina Troubles).[87][88]
- 27 de agosto: O primeiro poço de petróleo é perfurado pelo norte-americano Edwin Laurentine Drake, na localidade de Titusville, na Pensilvânia.[89]
- 16 a 17 de outubro: John Brown e um grupo de abolicionistas, composto com 13 brancos e cinco negros, tentam um levante de escravos da Virgínia, matando o prefeito da cidade e mantendo os moradores como refém. No último dia, John Brown é capturado pelas tropas federais, comandadas pelo Coronel Robert E. Lee.[72][90][91]
- 2 de dezembro: John Brown é enforcado em Charlestown, Virgínia, após tentar um levante de escravos.[90][91]